# 犬焼酎
犬焼酒（ケーソジュ、개소주）は、犬肉と栗やナツメなどの食材や漢方薬などを入れて煮込んで成分抽出した、韓国の薬用飲料で。犬焼酎とも言われる。ソジュ（焼酒）という名前が付いているが、酒(アルコール飲料)ではない（煮込む時に酒も入れるとしているものもある）。犬の酒は戊戌酒（무술주、ムースルジュ）という。俳優のクォン・サンウは、母親が健康のために送ってくれる犬焼酒を愛飲していると語っている。ポシンタン(犬鍋)と共に朝鮮半島の犬食文化の一つ。韓国政府の調査では、2020年2月時点で犬肉提供飲食店は韓国国内に1600カ所以上、食用犬の飼育農場は1150カ所以上確認されてある。2024年1月の報道によると飼育農場には最低でも52万頭以上の食用犬が飼育されている。2024年1月9日の犬食禁止法を受け、犬焼酒販売者を含む犬食関連者への金銭補償が問題になっている。